# Die Festlegung einer Überzeugung
Die Festlegung einer Überzeugung (englisch The Fixation of Belief) ist ein Aufsatz des amerikanischen Philosophen Charles Sanders Peirce.
Es handelt sich um eine frühe Abhandlung von Peirce über seinen Pragmatismus, den er später zur Abgrenzung gegen eine daraufhin entstandene, ähnliche Richtung in „Pragmatizismus“ umbenannte. Zum wesentlichen Inhalt hat sie das von Alexander Bain übernommene Prinzip des Zweifels und der Überzeugungen, die das Handeln der Menschen bestimmen. Dieses Prinzip war eng verbunden mit der Pragmatischen Maxime von Peirce.
Der Aufsatz findet sich in der Zeitschrift Popular Science Monthly (12/1877, S. 1–15) und ist der erste Teil einer von 1877 bis 1888 veröffentlichten, sechsteiligen Aufsatzreihe unter dem Titel Illustrations of the Logic of Science.

## I. Abschnitt
Peirce beginnt mit einer kurzen Geschichte der Schlussfolgerung, einem Thema der Logik:
Die Scholastik hat sich auf eine bestimmte Art des Schlussfolgerns beschränkt, nämlich die Deduktion (CP 5.358). Durch Deduktion gelangt man allerdings zu nichts Neuem, das nicht schon in den Prämissen des Schlusses vorgegeben wäre. Diese unhinterfragten Prämissen gab die Autorität der Religion vor.
Roger Bacon widersprach diesem Prinzip der Autorität und erkannte, dass vielmehr „die Erfahrung allein uns alles lehrt“ (CP 5.360).
Francis Bacon klärte den von Roger Bacon aufgestellten Begriff der Erfahrung, indem er Dinge, wie eine „innere Erleuchtung“ davon ausschloss. Erfahrung ist nach ihm etwas, das wiederholter Prüfung offenstehen muss (5.361).
Frühe neuzeitliche Wissenschaftler schließlich benutzten bereits Methoden, die auch moderne Logiker anwenden würden. Johannes Kepler stütze sich auf Zahlen und deren Auswertung, um herauszufinden, welche Planetenkurve den Tatsachen entspricht (CP 5.362).
Der Abschnitt schließt mit Beispielen für Peirces Behauptung, dass jeder große Fortschritt in der Wissenschaft zugleich eine Lektion in Logik war, eine Weiterentwicklung in der Kunst des Denkens.

## II. Abschnitt
Peirce bezeichnet hier als das Ziel schlussfolgernden Denkens: „durch die Betrachtung dessen, was wir bereits wissen, etwas herauszufinden, das wir nicht wissen“ (CP 5.365).
Die Gültigkeit eines Schlusses hängt (nicht so sehr vom menschlichen Denken, sondern mehr) von den Prämissen, den Tatsachen des Schlusses ab. Wahre Prämissen ergeben eine wahre Konklusion. Ob dem Einzelnen eine Konklusion angenehm ist oder nicht, ändert nichts an ihrer Wahrheit oder Falschheit (5.365).
Der Mensch ist ein logisch denkendes Wesen, aber er ist es nicht völlig. Zum Beispiel ist er optimistischer, als die Logik das rechtfertigen würde. Die Erfahrung schränkt seinen Optimismus zwar ein, rottet ihn aber selten aus.
Peirce fügt noch hinzu, dass im Hinblick auf praktische Angelegenheiten Logizität besser sei, bei nicht praktischen Gegenständen heitere Phantasiebilder (5.366).
Es gibt (ob sie nun konstitutionell oder erworben ist) eine Verhaltensweise des Verstandes. Diese bestimmt uns, aus gegebenen Prämissen (Tatsachen) einen Schluss eher zu ziehen, als einen anderen. Positiv ist sie, wenn sie (im Allgemeinen, nicht im speziellen Fall) wahre Konklusionen aus wahren Prämissen zieht; andernfalls ist sie „nicht positiv“ (CP 5.367).
Eine besondere Verhaltensweise des Verstandes, die diesen oder jenen bestimmten Schluss regelt, kann in einem Satz formuliert werden: Dieser Satz heißt leitendes Prinzip eines Schlusses. Die Wahrheit eines leitenden Prinzips beruht auf der Gültigkeit der Schlüsse, die von ihm bestimmt werden.
Peirce gibt ein Beispiel: Man macht die Beobachtung, dass eine rotierende Kupferscheibe schnell zum Stillstand kommt, wenn sie zwischen die Pole eines Magneten gebracht wird. Nun kann man richtig schließen, dass das bei jeder Kupferscheibe passieren wird. Das leitende Prinzip dabei ist: „Was für dieses eine Stück Kupfer wahr ist, ist für jedes wahr“. Ein falsches leitendes Prinzip wäre: „Was für dieses Stück Kupfer gilt, gilt auch für alle Metalle, z. B. Messing“ (CP 5.367).
Es gibt nun sehr viele leitende Prinzipien des Schlussfolgerns. Sie aufzuschreiben hätte für praktische Routine- oder Alltagsarbeiten keinen Nutzen, da Alltagsarbeiten durch das Erlernen eines Berufes ein für alle Mal bekannt sind. Das Aufschreiben oder das Studium der leitenden Prinzipien des Schlussfolgerns bringt jedoch etwas auf unvertrauten Gebieten, wie auch auf Gebieten, wo die Ergebnisse nicht ständig durch Erfahrung kontrolliert werden können (gemeint sind wohl Bereiche wie Technik, u. ä.) (CP 5.368).
Tatsachen können als leitendes Prinzip dienen. Davon gibt es zwei verschiedene Arten: solche, die „als leitendes Prinzip unbedingt notwendig sind“ (logische Grundannahmen) und zweitens Tatsachen, die nicht „notwendigerweise als selbstverständlich angenommen werden müssen,...wenn man die logische Frage stellt“.
Erstere Tatsachen sind mit dem Denken und dem logischen Vorgang selbst gegeben. Aus solchermaßen richtigen Prämissen können keine falschen Konklusionen folgen (CP 5.369).

## III. Abschnitt
Peirce unterscheidet hier zwei Empfindungen: Zweifel und Überzeugtsein (CP 5.370). Sie unterscheiden sich in dreierlei Hinsicht:
- Zweifeln wir, dann stellen wir Fragen, sind wir überzeugt, dann sprechen wir Urteile aus.
- In der Praxis leiten Überzeugungen unsere Handlungen, Zweifel kann das nicht. (Die Assassinen zum Beispiel haben sich aus Überzeugung, dass ihnen dadurch ewige Glückseligkeit sicher ist und ohne Zweifel, in den Tod gestürzt). Das Überzeugtsein ist so Anzeichen für eine Verhaltensgewohnheit, die wir angenommen haben und die unsere Handlungen bestimmen wird (CP 5.371).
- Zweifel treibt uns voran. Er ist unangenehm und unbefriedigend. Zweifeln wir, dann suchen wir den Zustand der Überzeugung zu erreichen. Überzeugung ist ein ruhiger, befriedigter Zustand, den man nicht aufgeben möchte (auch nicht für andere Überzeugungen). Wir klammern uns an unser Überzeugtsein und an das, von dem wir überzeugt sind (CP 5.372).

Beide haben also positive Wirkungen: Überzeugtsein ermöglicht es uns zu Handeln, Zweifel regt uns zum Forschen an (CP 5.373). Am besten sind Überzeugungen, wenn sie unsere Handlungen so leiten, dass sie unsere Wünsche befriedigen (Überzeugungen, die nicht dieses Ergebnis haben, weisen wir zurück) (CP 5.375).

## IV. Abschnitt
Die Anstrengung, den Zweifel zu überwinden und eine Überzeugung zu erreichen, nennt Peirce Forschen (CP 5.374). Peirce definiert nun das Ziel des Forschens. Mit dem Zweifel beginnt ein innerer Kampf, mit seinem Aufhören endet dieser Kampf. Das einzige Ziel des Forschens ist, eine Meinung, eine Überzeugung festzulegen. Dabei genügt zu unserer Zufriedenheit oft irgendeine Meinung, es muss keine wahre Meinung sein (CP 5.375).
Peirce warnt vor drei irrigen Vorstellungen vom Forschen (CP 5.376):
- Einige Philosophen raten, um mit dem Forschen zu beginnen, einfach irgendeine Frage zu stellen. Aber einfach einen Satz in interrogative Form zu setzen, regt keineswegs an, nach einer Überzeugung zu streben – es muss ein wirklicher, lebendiger Zweifel da sein.
- Viele glauben, dass ein Beweis auf letzten, absoluten, unbezweifelbaren Sätzen beruhen muss. Je nach Schule sind diese: primäre Prinzipien allgemeiner Natur oder primäre Sinnesempfindungen. Will aber das Forschen Beweise, muss es, so Peirce, nur mit Sätzen beginnen, die völlig frei von Zweifel sind.
- Viele Leute argumentieren für Punkte, von denen alle Welt längst überzeugt ist. Wenn aber der Zweifel aufhört, so Peirce, hat das Forschen keinen Zweck mehr.

## V. Abschnitt
Wie schon gesehen, verhält man sich entweder zweifelnd oder überzeugt. Ist man im Zweifel, so gibt es nach Peirce vier verschiedene Methoden, eine Überzeugung festzulegen:

### Die Methode der Beharrlichkeit
Man kann eine Frage einfach mit einer beliebigen Antwort beantworten und dann sein ganzes Leben auf dieser Antwort und auf allem, was aus ihr folgt, beharren. Auf diese Weise hat man für sich eine Überzeugung festgelegt. Von Menschen, die mit dieser einfachen und direkten Methode ihre Überzeugung festlegen, wird auf gegensätzliche Meinungen oft mit Hass und Abscheu reagiert.
Es ist zwar immer angenehm, eine Überzeugung zu haben, aber diese Art Glaube hat noch weiter schlechte Seiten. Er kann leicht zu Unbequemlichkeit führen, nämlich wenn er falsch ist. Man könnte zum Beispiel glauben, dass einen Feuer nicht verbrennt. Solange aber das Vergnügen, das aus der Überzeugung erwächst, die Unbequemlichkeiten überwiegt, solange stören die Unbequemlichkeiten den Gläubigen auch nicht. Beharrliche bringen alles außer Sichtweite. Peirce zieht einen amüsanten Vergleich: bei Gefahr steckt der Strauß den Kopf in den Sand, er ist glücklich, es gibt keine Gefahr mehr. Warum sollte er also den Kopf heben?
Trotz allem wäre es anmaßend, dieses Vorgehen, diese Methode, eine Überzeugung festzulegen, als unvernünftig zu kritisieren, nur weil man selbst sie nicht anwendet. Übrigens will ein Gläubiger, so Peirce, gar nicht vernünftig, rational sein, sondern er wird die Vernunft wahrscheinlich sogar verachten (CP 5.377).
Kritik an der Methode der Beharrlichkeit
Die Methode der Beharrlichkeit wird sich in der Praxis nicht durchsetzen, weil ihr der Trieb zur Gesellschaft entgegensteht. Habe ich eine Meinung angenommen, werde ich finden, dass andere Menschen anders als ich denken. Und in einem vernünftigen Moment, werde ich einsehen, dass diese fremden Ansichten genauso gut wie meine eigenen sind. Dadurch, dass wir also unsere Ansichten gegenseitig beeinflussen, wird das Vertrauen in eine solchermaßen festgelegte Überzeugung leicht erschüttert.
Es entsteht uns nun das Problem, wie wir eine Überzeugung nicht bloß in einem Individuum, sondern in der Gemeinschaft festlegen sollen (CP 5.378).

### Die Methode der Autorität
Sie wurde vor allem in der Philosophie der Scholastik angewandt (siehe oben).
Man kann die Methode der Autorität so von der Methode der Beharrlichkeit unterscheiden, dass hier die Meinung, auf der man beharrt, von außen, von der Gesellschaft, nicht von einem selbst kommt. Man gehorcht, und zwar überzeugter Maßen.
Wenn der Staat statt des Individuums handelt, muss eine Institution geschaffen werden, die dem Volk die richtigen Lehren beibringt und eintrichtert sowie entgegengesetzte Lehren ausschaltet. Die Menschen müssen der Institution glauben und auf private (unabhängige) und ungewöhnliche (abweichende) Ansichten am besten mit Hass reagieren. Andersdenkende bringt man mit Terror, Inquisition, Tötungen, Blutbädern oder dem aufgebrachten Volk zum Schweigen. Wenn man die Macht, das zu tun, nicht hat, so stellt man eine Liste von Ansichten auf, welche die gläubigen Untertanen annehmen müssen.
Die Methode der Autorität war seit frühesten Zeiten das Mittel, theologische und politische Lehren aufrechtzuerhalten. Eingesetzt wurde sie von der Priesterschaft der jeweiligen Religion sowie von der jeweiligen Aristokratie, dem Zunftwesen oder irgendeiner anderen Vereinigung einer Klasse. Ihnen allen ist ein bestimmtes soziales Fühlen gemeinsam. Und sie alle hatten fast immer Grausamkeiten zur Folge. Der Beamte einer solchen Gesellschaft führt durch, er fühlt sich nicht berechtigt, die Interessen der Gesellschaft aus Mitleid oder privaten Interessen zu opfern. In einem Regime können außerdem Sympathie und Kameradschaftsgeist eine höchst unbarmherzige Gewaltherrschaft hervorbringen (CP 5.379).
Die Methode der Autorität hat Vorteile gegenüber der der Beharrlichkeit: sie steht geistig und moralisch höher; ihr Erfolg ist größer (sie erzielt majestätische Ergebnisse, z. B. Steinmassen) und oft sehr langfristig (manchmal Jahrtausende, solange sind sonst nur geologische Epochen). Peirce überlegt sogar, ob diese Methode nicht vielleicht für die Masse der Menschheit die beste Methode ist und schreibt: „Wenn der stärkste Trieb der Menschen dahingeht, intellektuelle Sklaven zu sein, dann sollen sie Sklaven bleiben“ (CP 5.380).
Kritik an der Methode der Autorität
Keine Institution kann alles regeln, es bleibt immer eine Unvollkommenheit, die eines Tages aufbrechen kann. Es werden sich dann einige Individuen finden, die ein Niveau höher steigen. Diese werden mit einem weitsichtigeren Blick sehen, dass Menschen in anderen Ländern und in anderen Zeitaltern sich an ganz andere Lehren gehalten haben, als die eigene. Sojemand wird es dann als Zufall ansehen, dass er gerade in seiner Überzeugung unterrichtet worden ist und das auf die gesellschaftlichen Verhältnisse zurückführen. Im Vergleich der verschiedenen Überzeugungen entstehen also Zweifel (CP 5.381).
Was folgt ist, dass nun alle Überzeugungen bezweifelt werden, die der eigenen Laune entspringen oder von den Meinungsmachenden erschaffen worden sind. Man wird nicht mehr auf einer Überzeugung beharren und wird sich keine mehr aufzwingen lassen. Man wird eine neue Methode suchen, die entscheiden kann, von welchem Satz man überzeugt sein soll.

### Die Apriori-Methode
Sie wurde von Descartes in die Philosophie eingeführt, als vollkommenstes Beispiel gibt Peirce die Metaphysik an.
Mit der Apriori-Methode geschaffene Systeme beruhen gewöhnlich nicht auf beobachteten Tatsachen. Ihre fundamentalsten Sätze wurden angenommen, weil sie „der Vernunft genehm“ schienen, statt auf Erfahrung baut man auf dem, wovon man geneigt ist, sich überzeugen zu lassen. „Das Wesen der Apriori-Methode schließlich, ist es so zu denken, wie man zu denken geneigt ist“ (CP 5.385).
Der eine findet dies (z. B. Platons Himmelsbild), der andere jenes (Keplers Himmelsbild) seiner Vernunft genehmer. Da solchermaßen verschiedene Ansichten leicht aufeinanderstoßen, einigt man sich auf weit allgemeinere Vorlieben (z. B. auf den Egoismus, d. h. darauf, dass der Mensch handelt um sich Lust zu verschaffen). Diese allgemeineren (inhaltsärmeren) Überzeugungen, die der Vernunft aller genehm sind, beruhen ebenfalls auf keiner einzigen Tatsache, aber werden (z. B. der Egoismus) als einzige vernünftige Theorie akzeptiert (CP 5.382)
Kritik an der Apriori-Methode
Ihr Problem ist, dass Forschen dann nichts mehr, als bloß noch die Entwicklung des von der Mehrheit akzeptierten Geschmacks ist. Da Geschmack aber wiederum Sache der Mode ist, sind die Metaphysiker nie zu einer festen Übereinstimmung gekommen (sie schwanken zwischen Materialismus und Spiritualismus).
Die Apriori-Methode befreit uns zwar von einigen zufälligen und willkürlichen Elementen (Autorität) bei der Festlegung unserer Überzeugungen, bringt aber dafür andere mit sich (Moden). Die Regierung braucht nun zwar keine Autorität mehr und man ist frei gelassen (denn der Vernunft von allen Mitgliedern der Gesellschaft ist dasselbe genehm; wir finden z. B. Polygamie lasterhaft und sind von Monogamie überzeugt), aber man sieht diese Methode schnell zerbröckeln: es gibt wiederum andere Gesellschaften, z. B. die der Hindus, die genauso hoch entwickelt sind, wie unsere, die sich auf Polygamie geeinigt haben. So sind es wieder einige scharfsichtige Menschen, die einsehen, dass ihre Überzeugungen auf Zufall basieren und nicht von Tatsachen bestimmt sind. Noch einmal beginnt der Zweifel (CP 5.383).

### Die Methode der Wissenschaft
Die Unzulänglichkeit der vorigen Methoden, macht diese Methode nötig, um unsere Zweifel zur Ruhe zu bringen. Sie legt unsere Überzeugungen so fest, dass sie von irgendetwas, das außerhalb von uns fortdauert, bestimmt werden („nicht von etwas Menschlichem“), durch etwas, auf das unser Denken keine Wirkung hat. Allerdings nicht von mystischer, privater Inspiration; das außerhalb von uns Fortdauernde muss etwas sein, das auf jeden Menschen einwirkt oder einwirken kann. Diese Einwirkungen sind zwar bei jedem Individuum verschieden, die Methode muss aber so sein, dass die letztliche Konklusion eines jeden Menschen dieselbe sein wird.
Die grundlegende Hypothese dieser Methode ist: „Es gibt reale Dinge, deren Eigenschaften unabhängig von unseren Meinungen über sie sind; dieses Reale wirkt auf unsere Sinne nach regelmäßigen Gesetzen ein, und obwohl unsere Sinnesempfindungen so verschieden sind wie unsere Beziehungen zu den Gegenständen, können wir doch, indem wir uns auf die Gesetze der Wahrnehmung stützen, durch schlussfolgerndes Denken mit Sicherheit feststellen, wie die Dinge wirklich und in Wahrheit sind“ (CP 5.384). Und mit genug Erfahrung kommt jeder zur selben Konklusion.
In dieser Hypothese wird der Begriff der Realität vorausgesetzt; wenn diese Hypothese die einzige Stütze der Methode sein soll, darf die Methode des Forschens nicht gebraucht werden, um die Hypothese zu stützen; trotzdem gibt es Antworten auf die Frage, woher man wissen soll, dass es Reales gibt:
- Gebraucht man die Methode beim Forschen, stößt man (in der Praxis) zumindest nicht auf die entgegengesetzte Konklusion (die die Hypothese und damit die Realität aufheben würde), wie das bei anderen Methoden der Fall ist [z. B. Autorität führt wegen der notwendigen Unvollkommenheit ihrer Institutionen über sich selbst hinaus].
- Man will überhaupt erst eine Methode zur Festlegung einer Überzeugung finden, wenn man fühlt, dass zwei Sätze unvereinbar sind. In diesem Zweifel liegt aber, dass es doch irgendein Ding geben muss, für das ein Satz stehen soll; das muss jeder zugestehen.
- Jeder benutzt die wissenschaftliche Methode bei sehr vielen Dingen (und wendet sie nur nicht an, wenn er sie nicht anzuwenden weiß).
- Die Erfahrung mit dieser Methode enttäuscht uns nicht, sie erzielt vielmehr die wunderbarsten Triumphe.

Mehr will Peirce dazu nicht sagen (das wäre „Geschwätz“), da er von der Methode und der Hypothese, die sie voraussetzt, vollkommen überzeugt ist. Jeden, den er beeinflussen könnte, würde er ebenfalls davon überzeugen können. Wenn trotzdem jemand daran zweifelt, soll er das selbst prüfen (CP 5.384).
Im Folgenden bespricht Peirce Gegensätze zwischen der Methode der wissenschaftlichen Untersuchung und den anderen Methoden, eine Überzeugung festzulegen:
- Zwei Vorteile der wissenschaftlichen Methode:
  - Die wissenschaftliche, ist die einzige der 4 Methoden, die die Unterscheidung zwischen einem wahren und einem falschen Weg bietet. Denn der Beharrliche macht nichts, auf dem er nicht beharrt. Und der Staat, die Autorität befiehlt nie etwas gegen sich, gegen die Autorität. Das Wesen der Apriori-Methode schließlich ist es, nur so zu denken, wie man zu denken geneigt ist. „Im Lichte der wissenschaftlichen Methode wird erstmals die Möglichkeit schlechten und guten Schlussfolgerns sichtbar ... Und diese Tatsache ist die Begründung der praktischen Seite der Logik“ (CP 5.385).
  - Bei der Anwendung der wissenschaftlichen Methode geht man von bekannten und beobachteten Tatsachen aus, um zum Unbekannten fortzuschreiten. Und zwar mithilfe von Regeln. Diese Regeln, die man verwendet, unterliegen wieder der Prüfung durch die wissenschaftliche Methode, und sind nicht, wie bei den anderen Methoden, willkürlich.
- Es gibt auch Vorteile der anderen Methoden, eine Meinung festzulegen. Jede Methode ist auf ihre Art nützlich:
  - die Apriori-Methode zeichnet sich durch ihre bequemen Schlüsse aus. Sie nimmt jede Überzeugung, zu der wir neigen, an. Nämlich die angenehmen – bis wir durch raue Tatsachen aufgeweckt werden.
  - Der Methode der Autorität folgen, heißt den Pfad des Friedens gehen. Die Autorität wird immer die Masse lenken und immer gefährliches Denken unterdrücken. Dass dabei gewisse Abweichungen erlaubt werden, gehört dazu. Wenn sie sich nicht mit Zwang durchsetzt, dann wird „sie die Uniformität der Meinung durch moralischen Terror sichern, dem die gesellschaftliche Wohlanständigkeit ihre volle Billigung erteilen wird“. Egal wo und wann, ist man einer Überzeugung, die mit einem Tabu belegt ist, so wird man verfolgt. Daher haben selbst die größten geistigen Wohltäter der Menschheit nie alles ausgesprochen. Daher liegt auf allen ihren Sätzen, die zur Sicherung der Gesellschaft beitragen, von vornherein ein Schatten von Zweifel. Der Mensch ist immer versucht, sich der Autorität zu unterwerfen. Er quält sich selbst, wenn er anderer Meinung ist.
  - Der Methode der Beharrlichkeit ist eine bewunderungswürdige Strenge, Einfachheit, Direktheit und Entschlossenheit eigen. Dies ist allerdings bei einer solchen geistigen Regel sehr leicht: Beharrliche sind nie unschlüssig, was zu tun ist. Ihr Erfolg damit ist zwar strahlend, aber unbeständig. „Es ist unmöglich, den nicht zu beneiden, der seine Vernunft nicht beiseite stellen kann, obgleich wir wissen, wie es schließlich enden wird“ (CP 5.386).

### Schluss
Diese Vorteile sollte man gut erwägen, sollte aber dann doch bedenken, dass man schließlich wünscht, dass seine Ansichten mit den Tatsachen übereinstimmen. Dieses Ergebnis zustande zu bringen, ist der Vorzug der wissenschaftlichen Methode:
Die Wahl einer Methode ist keine bloße Annahme einer intellektuellen Meinung, sondern eine der maßgebenden Entscheidungen des Lebens. Man bleibt dabei, auch wenn die Macht der Verhaltensgewohnheiten einen manchmal veranlasst, an alten Überzeugungen festzuhalten, selbst nachdem man in der Lage ist zu sehen, dass sie keine feste Basis haben. Man schreckt oft davor zurück, der Reflexion ihr volles Gewicht zu verleihen, weil man Überzeugungen für gesund hält, selbst, wenn man fühlt, dass sie auf nichts gegründet sind. Letztendlich wird aber die Reflexion über die faktische Situation diese Verhaltensgewohnheiten siegen. „Setze diesen [unwissenschaftlichen] Leuten einen analogen Fall vor und sie werden andere [die wie sie selbst handeln] [und dadurch auch sich selbst] kritisieren.“
„Heilsamer als jede besondere Überzeugung ist: die Redlichkeit einer Überzeugung.“ „Und es ist genauso unmoralisch wie nachteilig, die Frage nach den Stützen einer Überzeugung zu vermeiden, aus Furcht, dass sie sich als faul herausstellen.“
Es gibt Wahrheit (und Falschheit). Sie bringt uns ganz einfach, wenn wir ihr entsprechend und mit Überlegung handeln an den Punkt, an den wir wollen. Wer von dem überzeugt ist und trotzdem nicht wagt, die Wahrheit zu erkennen, und sie zu vermeiden versucht, der „befindet sich wirklich in einem traurigen Geisteszustand“ (CP 5.387).
Die anderen Methoden haben, wie gesagt, ihre Vorzüge: ein reines logisches Gewissen kostet schon etwas (Peirce nennt es hier auch eine Tugend). Dadurch wird es aber nur noch mehr wert: für eine solche Tugend arbeitet und kämpft man, zum Beispiel indem man sie verbreitet (aber als ihr „Ritter“, nicht als ihr Meister) (CP 5.387).